# Piraí (fiume della Bolivia)
Il Piraí (in spagnolo Río Piraí) è un fiume appartenente al bacino del Rio delle Amazzoni che sfocia nel fiume Yapacaní. Nasce alla confluenza dei fiumi Bermejo e Piojeras a un centinaio di chilometri a sud-ovest di Santa Cruz de la Sierra. Ha una lunghezza di 457 km, e lungo il suo tragitto attraversa la città di Santa Cruz de la Sierra, che sorge sulla sua riva destra.
Il Piraí è anche un importante centro turistico: spesso, durante la torrida estate, la popolazione ama fare il bagno nelle sue acque rinfrescanti. 

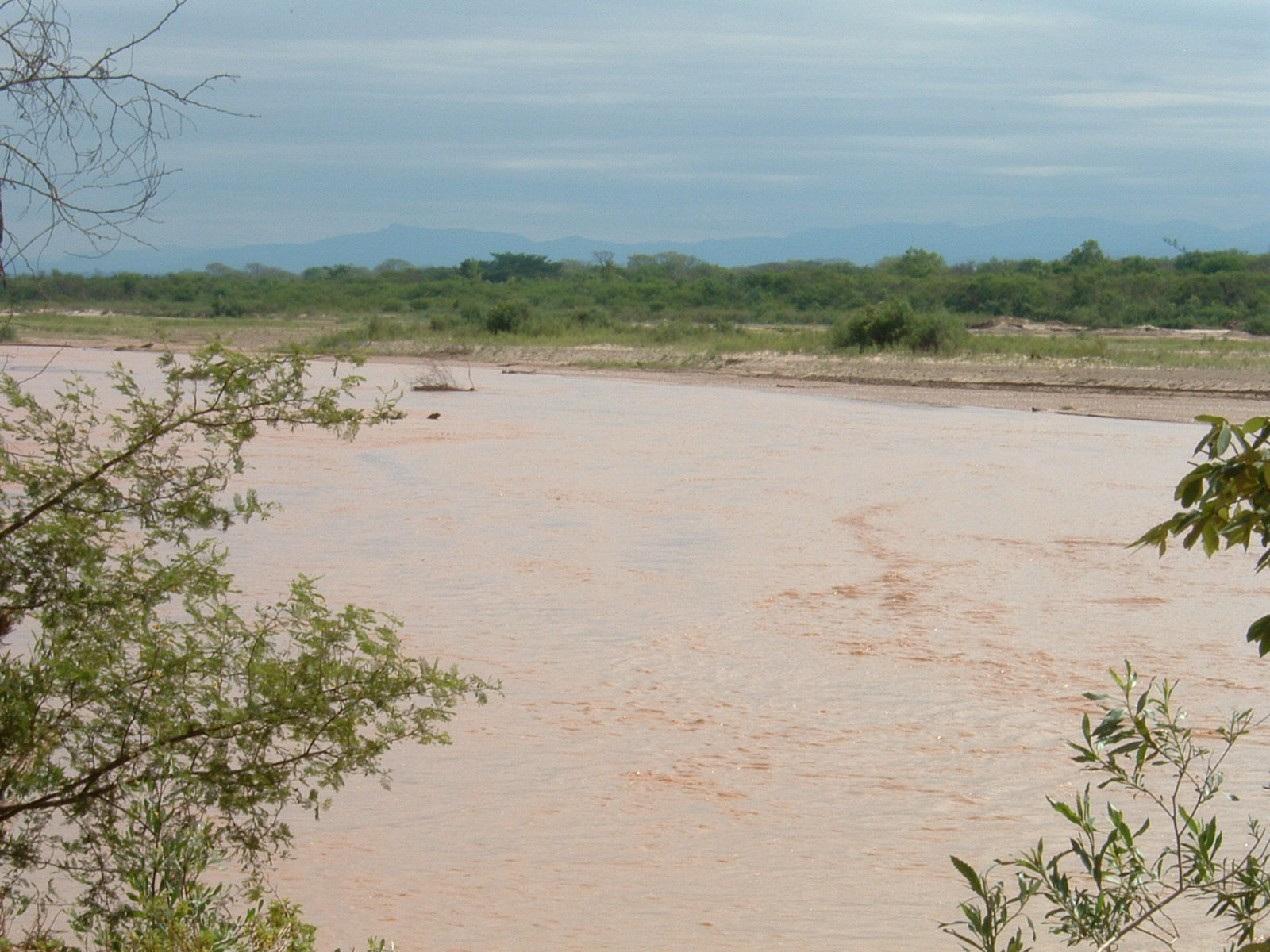
Il Rio Piraì e sullo sfondo le Ande

Nei periodi di inondazione è molto pericoloso e per questo sono in atto vari progetti per contenere le sue acque.